# Orinx

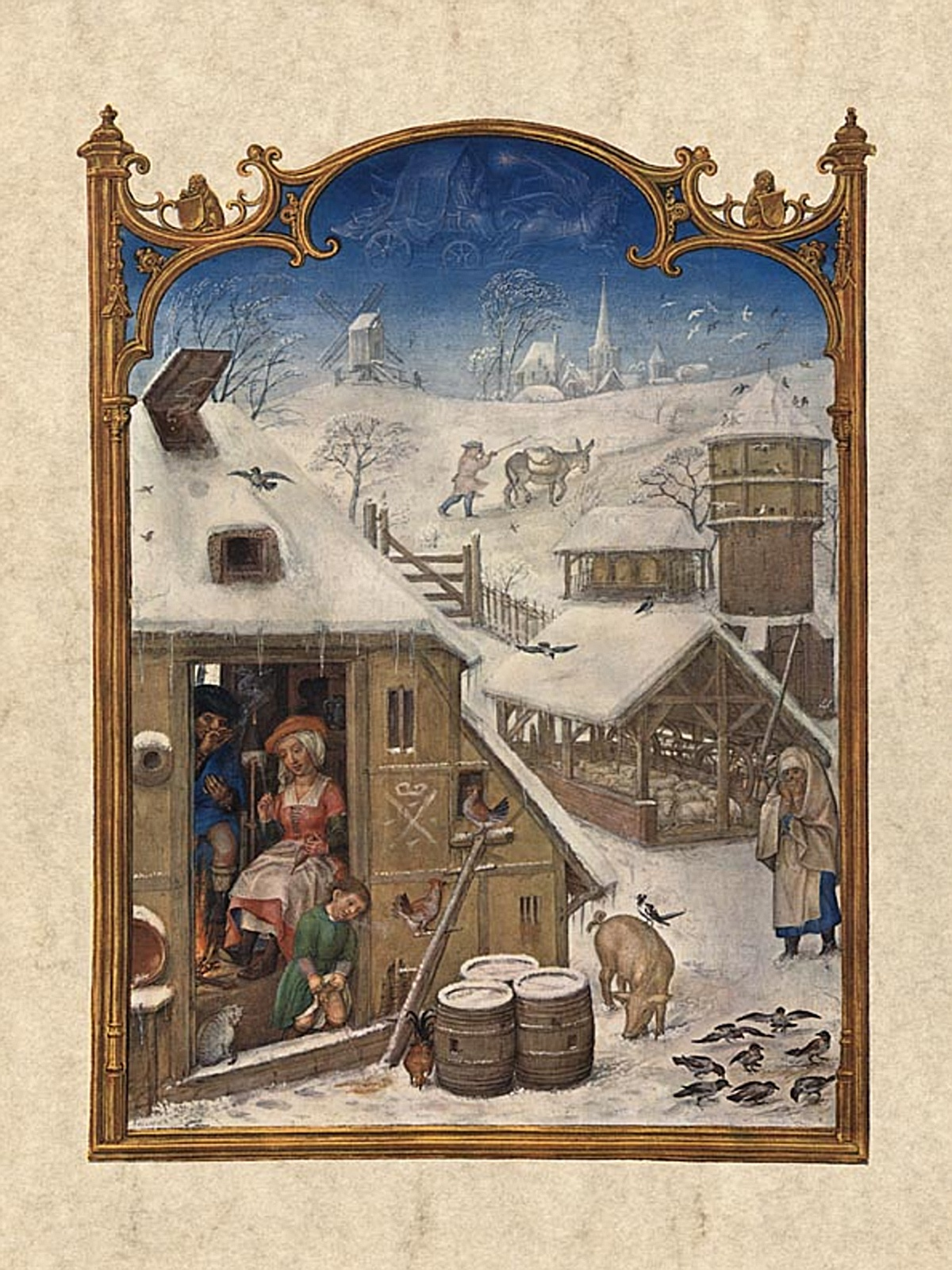
Flämische Miniatur (1510) mit einer Windmühle im Hintergrund mit einer naturalistischen Darstellung einer Bauernfamilie. Gebetbuch Grimani

Orinx (auch als Orins, Oriens, Hoerix, Oerenx, Oerens, Orinckx, Orincx, Orincxs, Orings, Aurinx, Orens, Orrens, Oreins, Orains, Orenge geschrieben) bildet ein uraltes Geschlecht von Müllern im Pajottenland, Hennegau, Ostflandern und Wallonisch-Brabant. Ein Familienmitglied spielte eine wichtige Rolle bei der Entwicklung des belgischen Zugpferdes Ende des 19. Jahrhunderts.

## Bedeutung des Familiennamens

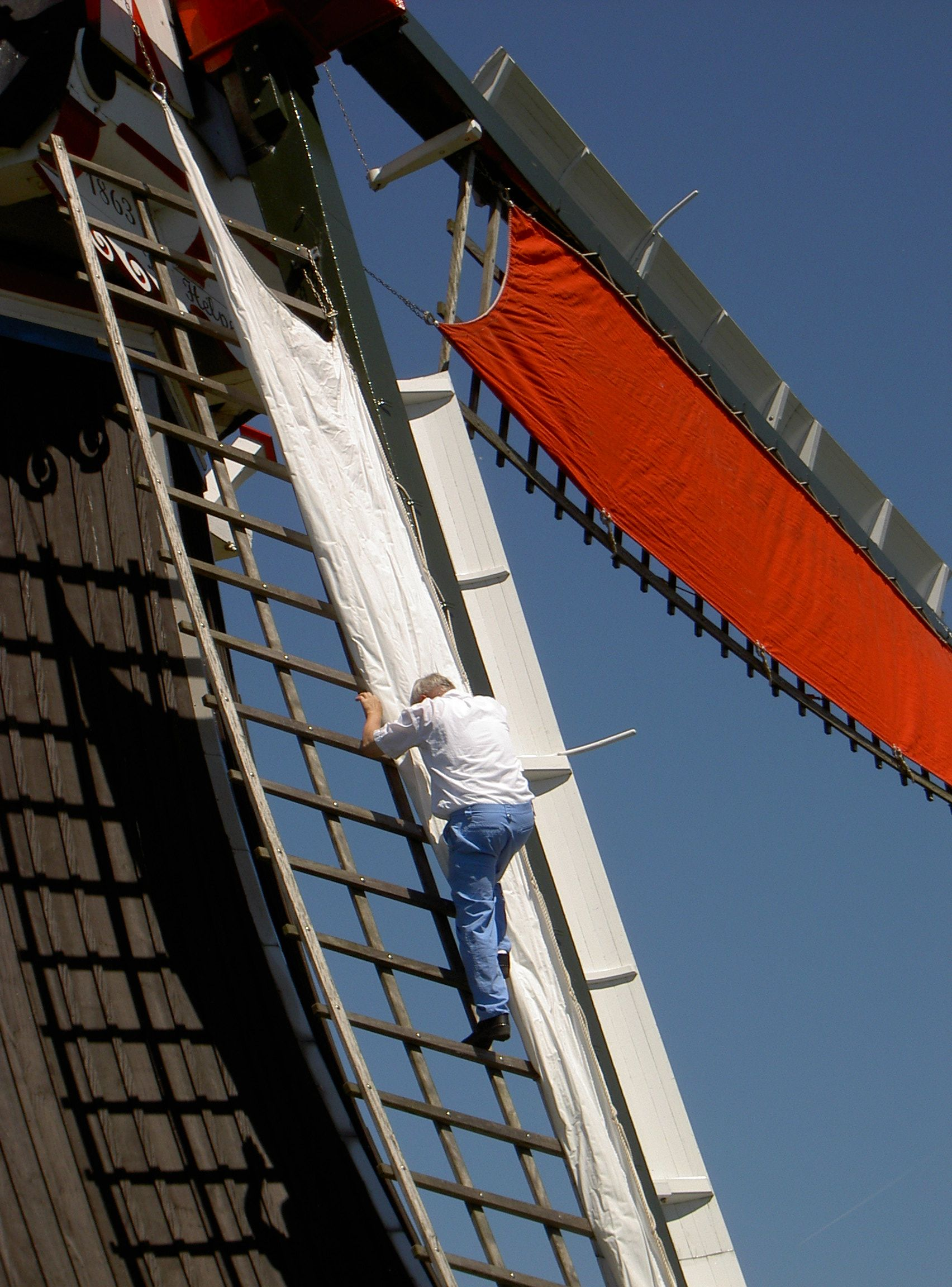
Müller heftet die Segel auf die Flügel

Laut Jozef Van Overstraeten (1896–1986), Ehrenvorsitzender des Flämischen Tourismusverbandes – Flämischer Autofahrerverband, ist die wahrscheinlichste Erklärung das mittelniederländische Wort „oorrinc“, d. h. Ohrring. Dies wäre der Spitzname von jemandem, der einen auffälligen Ohrring trug oder Ohrringe anfertigte. Weniger wahrscheinlich ist es eine Verstümmelung des mittelniederländischen „Horic“, d. h. einer Ecke, nämlich eines abgelegenen Wohnorts des Dorfes. Es gibt einen Familiennamen Hoorickx = Van Hoorick. Das x am Ende des Namens ist ein Abstammungsbuchstabe: Sohn von Orinc. Frans Debrabandere, Generalsekretär der Königlichen Kommission für Toponymie und Dialektologie, hält es beim Ortsname „Horik oder Hoek“.

## Schreibweisen

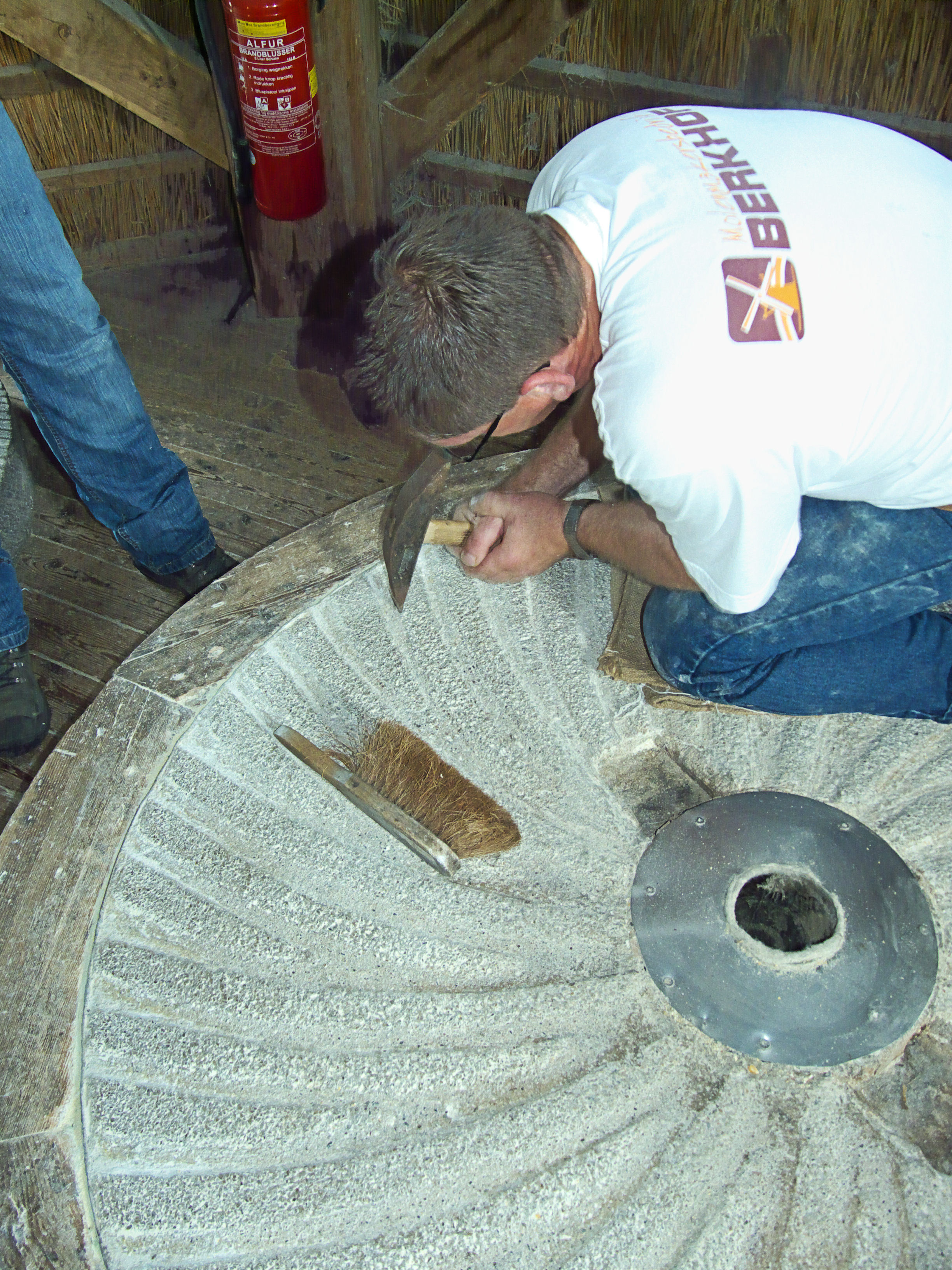
Müller schärft den Mühlstein

Es gibt verschiedene Schreibweisen für den Namen Orinx. Die Gründe dafür sind:
- Die geringe Alphabetisierung (Lesefähigkeit)[1] der damaligen Bevölkerung (nur wenige Menschen konnten lesen und noch weniger schreiben). Die allgemeine Schulpflicht wurde erst 1914 in Belgien eingeführt.
- Der Gebrauch von Dialekten.
- Die Verwendung vom Französischen in einem anderen Teil des Landes, wobei der gleiche Name unterschiedlich ausgesprochen und der Name Orinx zu Oreins entstellt wird.

Durch die Eingliederung Belgiens in die Erste Französische Republik (1795) wurde hier auch der Personenstand eingeführt, einschließlich Geburtsregister. Bisher existierten nur die Kirchenbücher (Taufe, Heirat, Beerdigung). Bei der Geburt mussten die Babys den Verwaltungsbeamten buchstäblich gezeigt werden. Da viele Menschen noch Analphabeten waren, konnten sie ihren Namen nur mündlich mitteilen. Je nach Fall musste der Pastor oder der Beamte festlegen, wie der Name geschrieben werden sollte.
Die Verwechslung der verschiedenen Schreibweisen trat unter anderem bei Simon Orinx (1757–1820) auf. Ende des 18. Jahrhunderts zog Simon van Herfelingen aus dem Süden des Pajottenlandes nach Norden nach Asbeek (Asse). Simons erstes Kind wurde als Anne-Marie Orinckx (17–04–1797) registriert. Er selbst schrieb ein Kreuz, wie es bei Analphabeten üblich war. Das zweite Kind wurde mit dem Namen Antoinette Orix (22–04–1799) registriert, und Simon unterzeichnete Orinx, jedoch in einer unbeholfenen umgedrehten Schrift.

## Verbreitung nach der Schreibweise
Es gibt verschiedene Schreibweisen, die im belgischen nationalen Register im Jahr 2008 erscheinen:
| Orthographie |    | Gemeinde (Stadt) am meisten | Zweitgrößte Zahl          |
| ------------ | -- | --------------------------- | ------------------------- |
| Orinx        | 75 | Asse                        | Bezirk Brüssel-Hauptstadt |
| Orins        | 36 | Maarkedal                   | Kluisbergen               |
| Orincx       | 1  | Asse                        |                           |
| Horrix       | 40 | Maasmechelen                |                           |
| Horinckx     | 21 | Brüssel-Hauptstadt          | Assenede                  |
| Horicx       | 14 | Opwijk                      | Merchtem                  |
| Horicks      | 6  | Brüssel-Hauptstadt          | Wavre                     |
| Hoorickx     | 21 | Brüssel-Hauptstadt          | Assenede                  |
| Oreins       | 35 | Dour                        | Wavre                     |
| Orens        | 73 | Antwerpen                   | Beringen (Belgien)        |

Die Orinxs in der Hauptstadt Brüssel sind größtenteils ausgewanderte Pajotten.

## Verbreitung der Mühlen, in denen ein Müller der Familie tätig war
Die Müller waren im Pajottenland als Eigentümer oder Pächter hauptsächlich im südlichen Teil tätig und breiteten sich von dort nach Nord-Pajottenland, Hennegau, Ostflandern und Wallonisch-Brabant aus. Etwa 50 Müller und verwandte Müller sind lokalisiert worden in etwa 20 Mühlen.
| Pajottenland                           | Mühle                       | bestehend/vergehen | Periode         | Müller                      |
| -------------------------------------- | --------------------------- | ------------------ | --------------- | --------------------------- |
| Asse                                   | Mühle zu Asbeek (Wasser)    | best.              | 1820            | Simon Orinx                 |
| Bever (Belgien)                        | Mühle zu Broek (Wind)       | verg.              | 1650            | Paul Orins                  |
| Beert (Pepingen)                       | Katzenhohlmühle (Wind)      | verg.              | 1725–1771       | Jan-Baptist Orins           |
| Beert                                  | Katzenhohlmühle             | verg.              | 1796–1832       | Nicolas Orins               |
| Bellingen (Pepingen)                   | Wassermühle                 | verg.              | 1818            | Joannes-Baptista Orincx     |
| Elingen (Pepingen)                     | Schwarzer Mühle (Wind)      | best.              | 1842–1846       | Jan-Baptist Orins           |
| Heikruis (Pepingen)                    | ?                           |                    | ca. 1740        | Joannes-Baptist Orins       |
| Heikruis                               | ?                           |                    | ca. 1850        | Petrus Orincxs              |
| Heikruis                               | ?                           |                    | 1857            | Thomas-Franciscus Orins     |
| Herfelingen (Herne (Belgien))          | Mühle zu Ter Rijst (Wind)   | verg.              | 1690–1745       | Jan-Baptist II Orins        |
| Herfelingen                            | Mühle zu Ter Rijst          | verg.              | Ende 19. Jh.    | Jozef Orins                 |
| Herfelingen                            | ?                           |                    | ca. 1801        | Andreas Orincx              |
| Herfelingen                            | ?                           |                    | ca. 1810        | Joannes-Baptista Orinx      |
| Herne (Belgien)                        | Boes Mühle (Wasser)         | best.              | ca. 1630        | Adrien Orins                |
| Herne                                  | Boes Mühle                  | best.              | ca. 1635        | Paul Orins                  |
| Herne                                  | äußere Mühle (Wind)         | verg.              | 1750–1773       | Jean-François Orins         |
| Herne                                  | Breem Mühle (Wind)          | verg.              | 1862–1872       | Nicolas Orins               |
| Herne                                  | Mühle zu viel (Wind)        | verg.              | ca. 1834        | Franciscus Orins            |
| Herne                                  | ?                           |                    | ca. 1805        | Thomas Orins                |
| Herne                                  | ?                           |                    | ca. 1840        | Jozef Orins                 |
| Herne                                  | ?                           |                    | ca. 1845        | Bernard Orins               |
| Herne                                  | Mühle zu Herne (Wasser)     | best.              | ca. 1834        | Joannes Franciscus Orins    |
| Kester (Gooik)                         | Mühle zu Tomberg (Wind)     | verg.              | ca. 1730        | Arent Orins                 |
| Oudenaken, (Sint-Pieters-Leeuw)        | Mühle zu Oudenaken (Wind)   | verg.              | ca. 1800        | André Orincx                |
| Oudenaken (Sint-Pieters-Leeuw)         | Mühle zu Oudenaken          | verg.              | ca. 1801        | Jean-Baptiste Horinckx      |
| Oudenaken (Sint-Pieters-Leeuw)         | Mühle zu Oudenaken          | verg.              | 1803–1883       | Carolus-Ludovicus Orincx    |
| Oudenaken (Sint-Pieters-Leeuw)         | Mühle zu Oudenaken          | verg.              | 1841–1908       | Jean-Baptiste-Adolphe Orins |
| Oudenaken (Sint-Pieters-Leeuw)         | Mühle zu Oudenaken          | verg.              | ca. 1842        | Eugene Orins                |
| Oudenaken (Sint-Pieters-Leeuw)         | ?                           |                    | 1756–1828       | Andreas Orins               |
| Pepingen                               | Mühle zu Beringen (Wasser)  | verg.              | 1843            | Joannes Baptista Orins      |
| Sint-Pieters-Kapelle (Herne (Belgien)) | Alte Mühle                  | verg.              | 17. und 18. Jh. | ...Orins                    |
| Sint-Pieters-Leeuw                     | Mühle zu Rukkelingen (Wind) | verg.              | <1834           | Jan-Antoon Orins            |
| Tollembeek (Galmaarden)                | Herout Mühle (Wind)         | verg.              | <1829           | Theodoor Orins              |
| Tollembeek (Galmaarden)                | Heetvelde Mühle(Wind)       | verg.              | 1728–1804       | Judocus Orinx               |
| Tollembeek (Galmaarden)                | ?                           |                    | ca. 1718        | Arnold Orinx                |
| Tollembeek (Galmaarden)                | ?                           |                    | ca. 1700        | Joannes Antonius Orins      |
| Tollembeek (Galmaarden)                | ?                           |                    | ca. 1722        | Jan Baptist I Orinx         |
| Vollezele (Galmaarden)                 | ?                           |                    | 1862            | ...Orins-Vandermijnsbrugge  |

| Region                         | Mühle                             | bestehend/vergehen | Periode                                             |
| ------------------------------ | --------------------------------- | ------------------ | --------------------------------------------------- |
| Neigem (Ninove)                | Mühle zu Neigem (Wasser)          | best.              | Jacobus Philipus Oriens, (1690–1748)                |
| Schorisse (Maarkedal)          | Rizoi Mühle, Bos Ter Rijst (Wind) | verg.              | Jan-Baptist Orins °1794 (Deux-Acren Lessines) †1871 |
| Schorisse (Maarkedal)          | Rizoi Mühle, Bos Ter Rijst        | verg.              | ca. 1857                                            |
| Schorisse (Maarkedal)          | Rizoi Mühle, Bos Ter Rijst        | verg.              | 1857–1908                                           |
| Schorisse (Maarkedal)          | Rizoi Mühle, Bos Ter Rijst        | verg               | 1873–1946                                           |
| Schorisse (Maarkedal)          | Rizoi Mühle, Bos Ter Rijst        | verg               | ca. 1944                                            |
| Schorisse (Maarkedal)          | Rizoi Mühle, Bos Ter Rijst        | verg               | 1975–1980                                           |
| Sint-Lievens-Esse (Herzele)    | Biezelenberg Mühle (Wind)         | verg.              | ca. 1824                                            |
| Sint-Lievens-Esse (Herzele)    | Biezelenberg Mühle (Wind)         | verg.              | ca. 1855                                            |
| Sint-Lievens-Esse (Herzele)    | Biezelenberg Mühle (Wind)         | verg.              | 1833–1873                                           |
| Sint-Maria-Horebeke (Horebeke) | Mühle Plankeveld (Wind)           | verg.              | ca. 1869                                            |
| Viane (Geraardsbergen)         | Martin's Mühle (Wasser)           | best.              | ca. 1810                                            |
| Viane (Geraardsbergen)         | Mühle am Burgberg (Wind)          | verg.              | ca. 1810                                            |

| Wallonische Region · Provinz Hainaut | Mühle                                    | bestehend/vergehen | Periode   | Müller      |
| ------------------------------------ | ---------------------------------------- | ------------------ | --------- | ----------- |
| Bassilly(Silly)                      | Mühle der St. Christophorus Eiche (Wind) | verg.              | 1635–1654 | Paul Orincx |
| Enghien (Belgien) (Edingen)          | ?                                        |                    | ca. 1680  | Fr. Orinckx |
| Edingen                              | ?                                        |                    | ca. 1750  | J.F. Orins  |
| Gibecq (Ath)                         | Mühle zu Gibecq (Wind)                   | verg.              | ca. 1818  | J.Th. Orins |
| Hoves                                | Mühle zu Hoves (Wind)                    | verg.              | ca. 1674  | Jean Orins  |
| Lessines                             | Wassermühle zu Lessines                  |                    | ca. 1770  | H.P. Orins  |
| Silly (Belgien)                      | Mühle des Prinzen (Wind)                 | verg.              | ca. 1658  | Paul Orins  |
| Deux-Acren und (Gibecq)              | ?                                        |                    | 1794–1855 | J.B.Orins   |

| Wallonische Region · Provinz Wallonisch-Brabant | Mühle                       | bestehend/vergehen | Periode |
| ----------------------------------------------- | --------------------------- | ------------------ | ------- |
| Monstreux (Nivelles)                            | Mühle zu Monstreux (Wasser) | verg.              | 1778    |

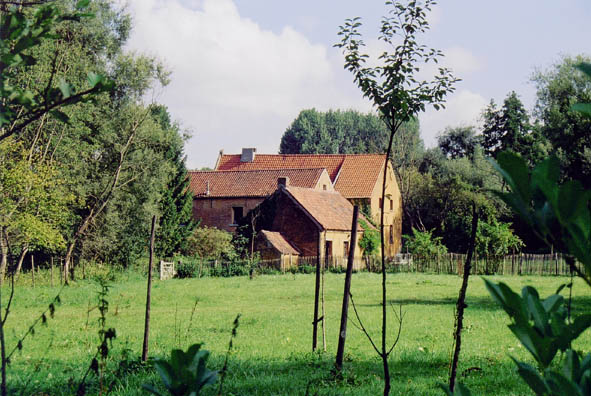
Mühle zu Asbeek, Asse. Hier war Simon Orinx (1757–1820) Mühler. Er war der Vorfahr der  Familie Orinx in Asse.
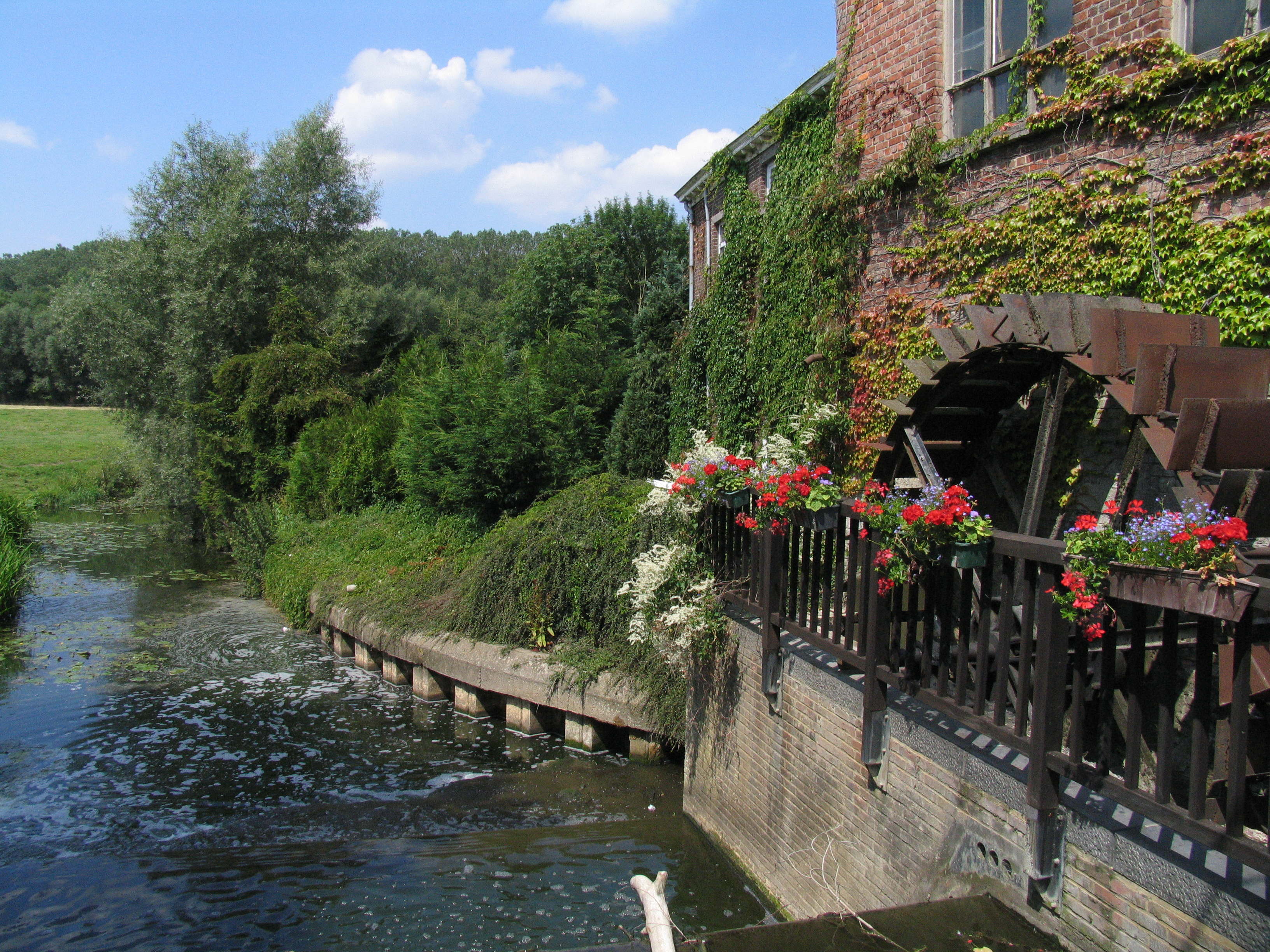
Mühle zu Heetvelde, Tollembeek.
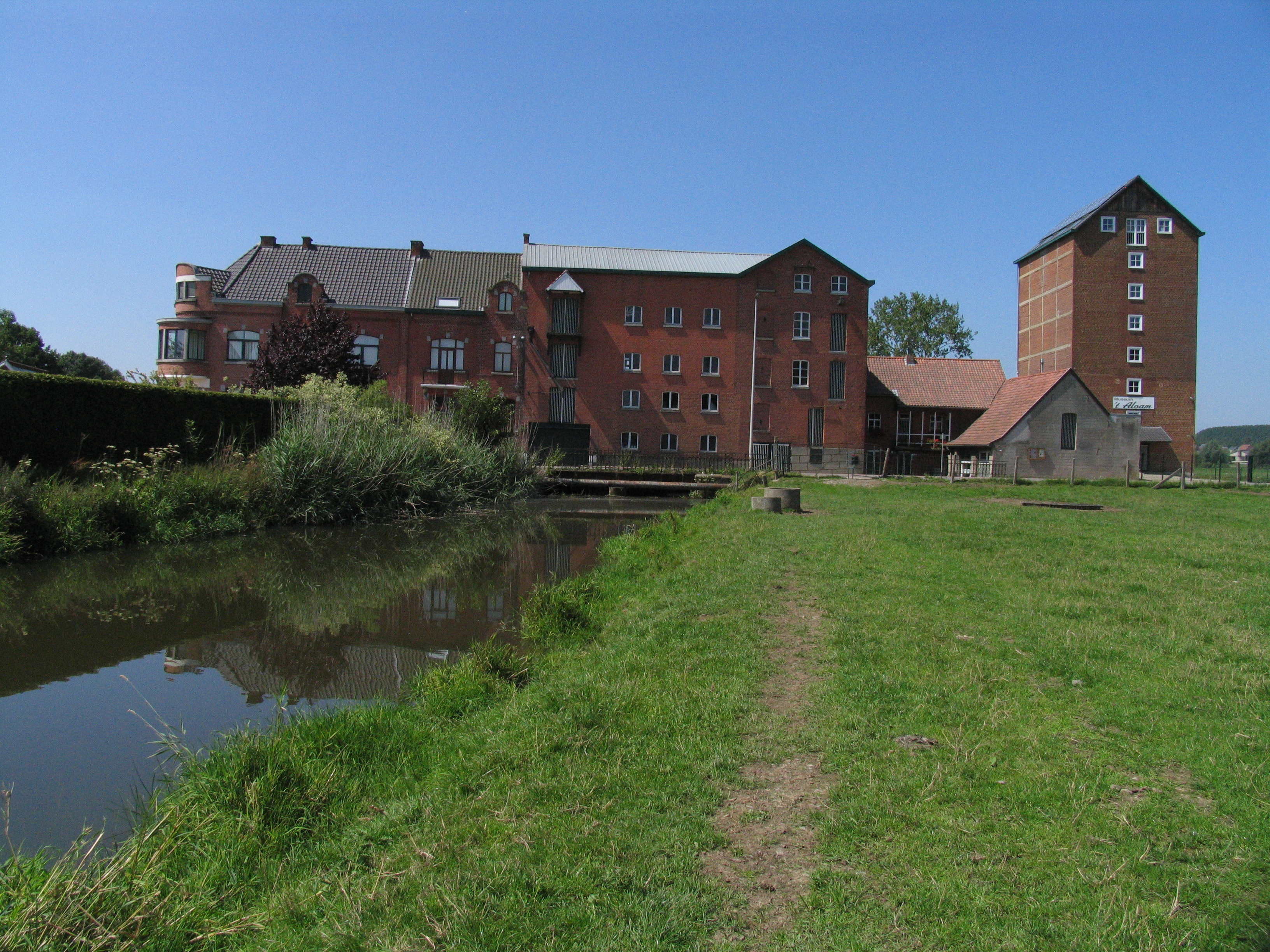
Martins Mühle, Viane(Geraardsbergen).

## Verwandte Müller
Müller lernten normalerweise das Handwerk von Vater zu Sohn. Jeder Müller war jedoch nicht in der Lage, allen seinen Söhnen einen Arbeitsplatz zu geben. Andere Müller waren dann bereit, sie einzustellen, da sie schon minimale Kenntnisse des Berufs hatten und sich die Gelegenheit bot, die Töchter kennenzulernen. Dies hatte zur Folge, dass einige Ehen zwischen Müllerfamilien geschlossen wurden. Ein bemerkenswertes Beispiel findet man im 18. Jahrhundert bei den Müllern Orinx und den ebenso prominenten Müllern Van Lierde. Jacobus Orins, Müller in Neigem, heiratete 1711 Elisabeth Van Lierde, ihre Tochter Catharina Orins heiratete 1754 Michiel Van Lierde, den ersten Müller der Mühle von Terhagen in Gooik und später der Mühle von Opalfene in Ternat. Nachfolgend finden Sie eine Liste der Müller, die mit der Familie Orinx-Orins verwandt waren.
| Name                | Mühle                       | Gemeinde            | Verwandtschaft | mit                 | Jahr      |
| ------------------- | --------------------------- | ------------------- | -------------- | ------------------- | --------- |
| Flämisch-Brabant    |                             |                     |                |                     |           |
| C. Mahie            | Koereit Mühle (Wind)(verg.) | Asse (Koereit,94)   | Onkel          | Ludo Orincx         | 1890      |
| A. Van Overstraeten | ?                           | Asse                | Mann           | Johanna Orins       | 1892      |
| H. Van Horenbeeck   | ? 4e sectie 97              | Asse                | Mann           | Antonia Orinx       | 1828      |
| N. Walraevens       | Katzenhohlmühle (Wind)      | Beert               | Schwiegervater | J.B.Orincx          | <1768     |
| J.B. Nerinckx       | Katzenhohlmühle             | Beert               | Mann           | Catharina Orins     | 1833      |
| G. Van Overstraeten |                             | Elingen             | Schwiegervater | Joanna Orins        | 1860      |
| M. Van Lierde       | Wassermühle zu Terhagen     | Gooik               | Mann           | Catharina Oriens    | 1754      |
| M. Thiels           | äußere Mühle (Wind)         | Herne               | Mann           | Orins               | 1846      |
| J.B.Van Lierde      | Tombergmühle (Wind)         | Kester              | Schwiegervater | Adolphe Orins       | 1773–1835 |
| J.F. Van Ingelgem   | ?                           | Mazenzele (Opwijk)  | Schwiegervater | Eugenius L. Orincx  | 1880      |
| J. Goossens         | ?                           | St.Martens-Lennik   | Schwiegervater | Franciscus L. Orins | 1903      |
| C. Van Cutsem       | Mühle zu Rukkelingen (Wind) | St.Pieters-Leeuw    | Mann           | Catharina Orins     | 1825–1849 |
| A. Vincart          | Mühle zu Rukkelingen        | St.Pieters-Leeuw    | Mann           | Maria Orins         | 1853      |
| P. Mangelschots     | Mühle zu Rukkelingen        | St.Pieters-Leeuw    | Stiefvater     | Maria Orins         | 1838      |
| D. Van Lierde       | ?                           | St.Pieters-Leeuw    | Schwager       | Maria Orins         | 1853      |
| J. Van Dalem        | Kouter Mühle (Wind)         | Schepdaal (Dilbeek) | Mann           | Maria Orins         | 1808      |
| J. De Vroede        | ?                           | Tollembeek          | Schwiegervater | Arnold Orins        | ca. 1680  |

| Name          | Mühle              | Gemeinde      | Verwandtschaft | mit        | Jahr      |
| ------------- | ------------------ | ------------- | -------------- | ---------- | --------- |
| Ost-Flandern  |                    |               |                |            |           |
| F. Van Lierde | ?                  | Denderwindeke | Schwiegervater | J.B. Orinx | † 1747    |
| J. De Bilde   | Rizoi Mühle (Wind) | Schorisse     | Schwager       | J.B. Orins | 1847–1856 |
| E. De Bilde   | Rizoi Mühle        | Schorisse     | Schwager       | J.B. Orins | 1847–1856 |

| Name               | Mühle                        | Gemeinde               | Verwandtschaft | mit       | Jahr      |
| ------------------ | ---------------------------- | ---------------------- | -------------- | --------- | --------- |
| Wallonisch-Brabant |                              |                        |                |           |           |
| J.F. Wyvekens      | Mühlen von Arenberg (Wasser) | Rebecq-Rognon (Rebecq) | Sohn           | A.M.Orins | 1692–1773 |

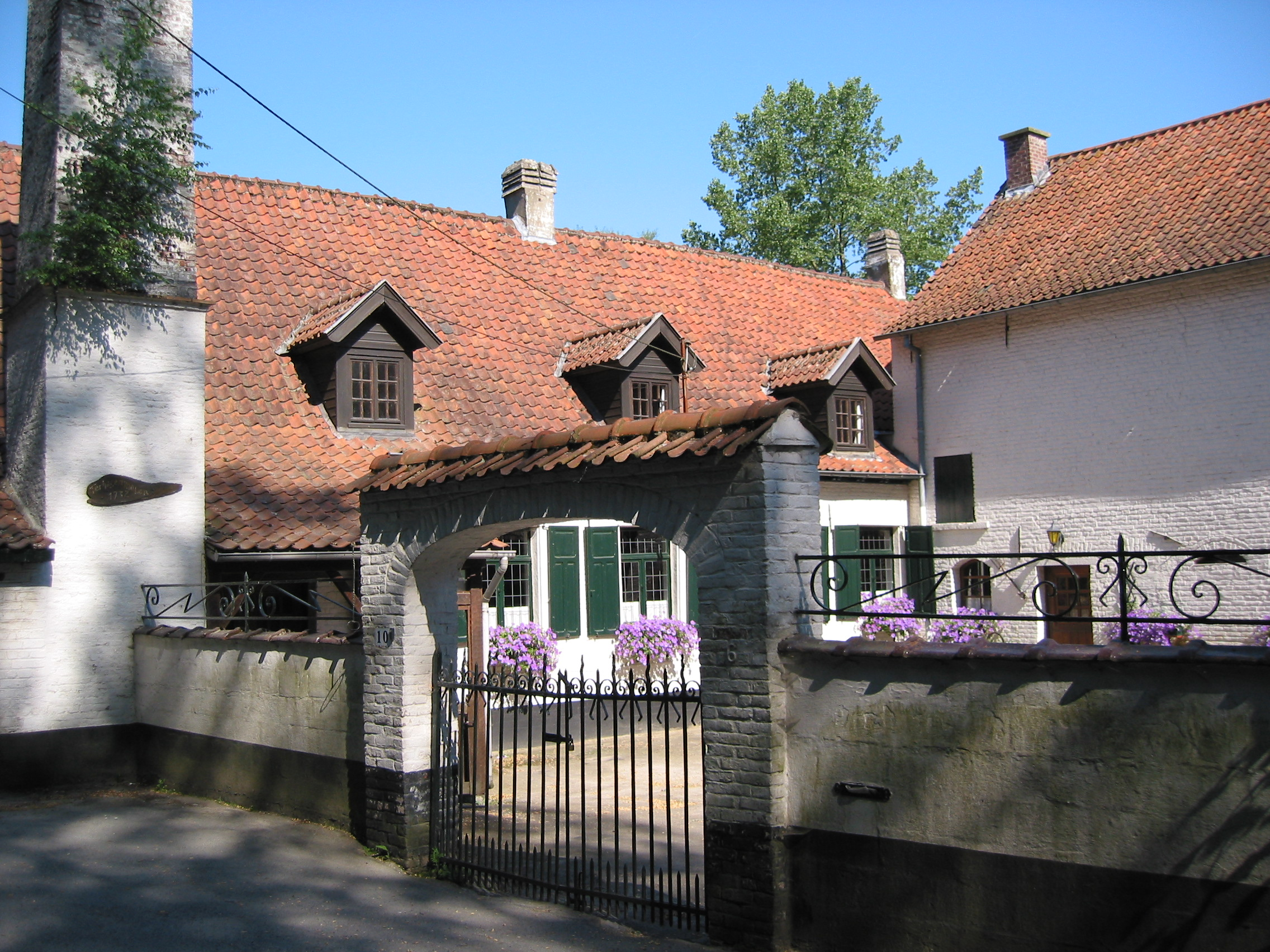
Wassermühle zu Terhagen, Gooik.
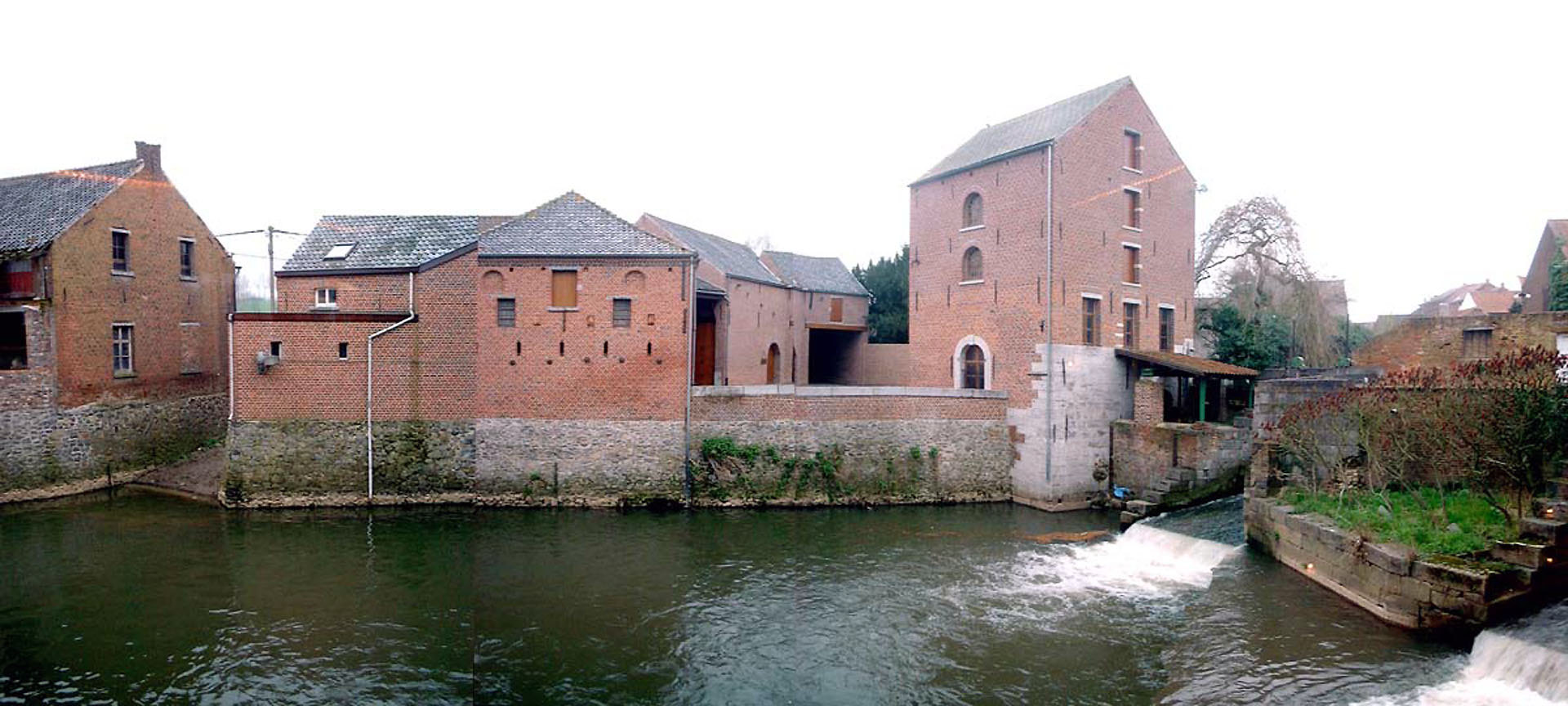
Kleine Mühle von Arenberg, Rebecq.
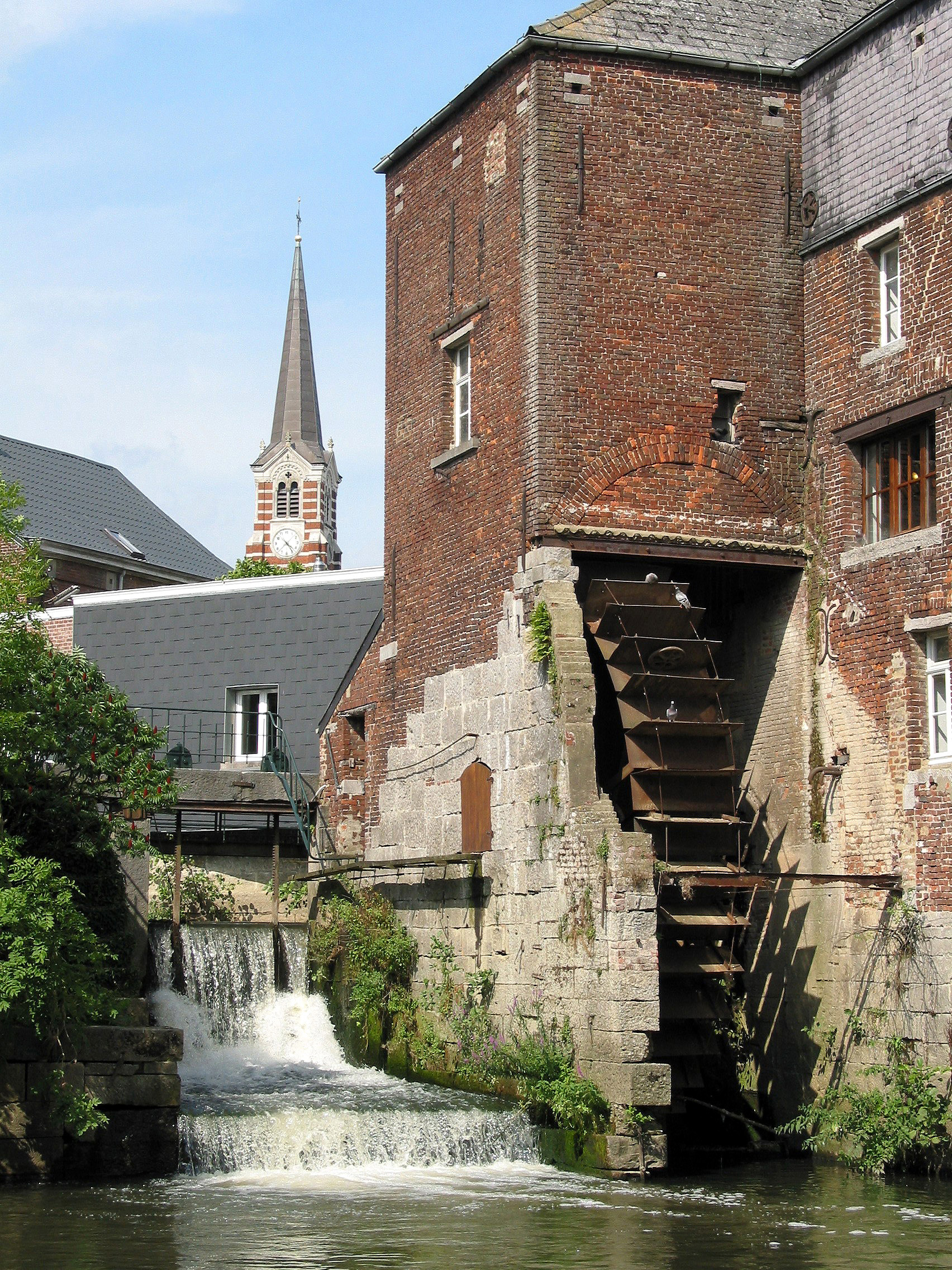
Große  Mühle von  Arenberg, Rebecq. (Beachten Sie die Tauben auf den Schaufeln).

## Auguste Oreins (Orenge) und die Schaffung des Brabanter (auch Belgischen) Zugpferdes

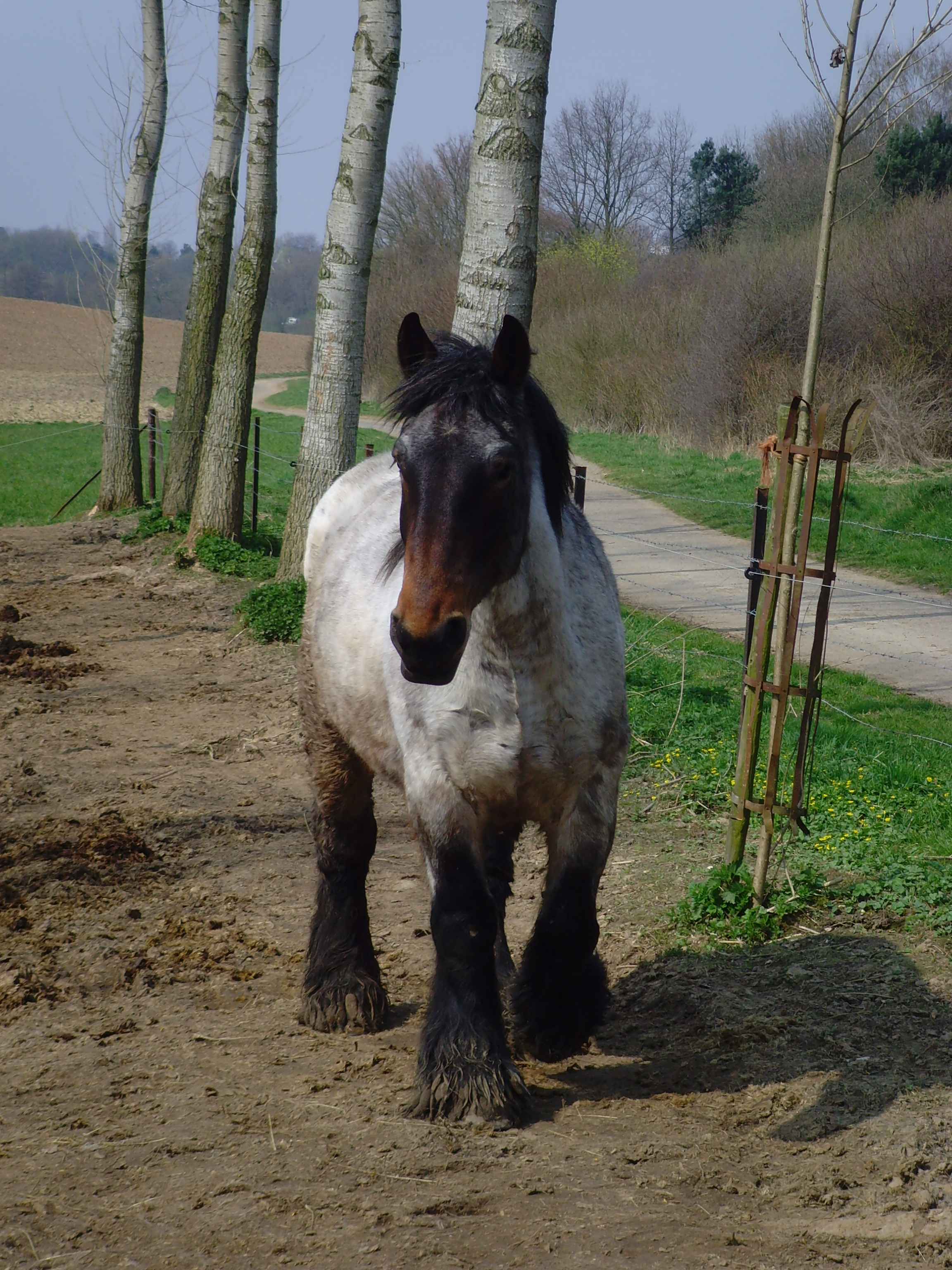
Zugpferd im Pajottenland

Jean Orens (Orins) (ca. 1620–1698) war sowohl Müller als auch Schöffe in Hove. Sein Sohn Paul Antoine Orens (ca. 1650–1735) ließ sich als Bauer in Montignies-lez-Lens nieder. Er war der erste Bewohner mit einem solchen Namen. Seine Kinder wurden dort als Oreins und Orenge registriert. 1823 tauchte in Montignies-lez-Lens mit der Geburt von Auguste Oreins die vierte Generation von Oreins (Orenge) auf. 1864 kaufte Auguste den 30 Monate alten Hengst Prins (DE, Prinz) in Grimminge. Von Montignies-Lez-Lens reisten Auguste Oreins und sein Hengst wochenlang von Dorf zu Dorf, damit Prins die Stuten deckte. Die Bauern hielten sie oft so lange wie möglich vor Ort, damit ihre Stute zum richtigen Zeitpunkt gedeckt wurde, so dass die Bauern dem Hengst nach dem Vornamen seines Besitzers einen zweiten Namen gaben, nämlich Gugusse. Als Gugusse zehn Jahre alt war, teilte das Inspektionskomitee Auguste mit, dass sein Hengst zum letzten Mal gekört worden war, der Hengst war lahm. Gugusse wurde dann verkauft und landete 1878 bei Jules Hazard, der das Gehöft von Burg Le Fosteau betrieb. Aufgrund seiner riesigen Ackerfläche von 500 Hektar setzte Jules Hazard viele Pferde ein und konzentrierte sich hauptsächlich auf seine eigene Zucht. Er registrierte Gugusse im Zuchtbuch als Orange I (B.S.1144), höchstwahrscheinlich als Hinweis auf Auguste Oreins (Orenge). Alle Brabanter (Belgischen) Zugpferde stammen von diesem Orange I ab. Seine beiden bekanntesten Söhne waren Brillant und Jupiter. Orange I starb 1885, einundzwanzig Jahre alt.
Der 1868 geborene Brillant wurde im Alter von neun Jahren von Remy Vanderschueren aus Vollezele gekauft. Der Erfolg des Brabanter Pferdes begann mit diesem Hengst. Der Hengst gewann von 1878 bis 1884 die höchsten internationalen Preise. Während der Weltausstellung Paris 1878 wurde er internationaler Meister vor den besten Vertretern der englischen, französischen und italienischen Rassen. Es folgten Erfolge in London (1879), Lille (1879), Brüssel (1881), Hannover (1881) und Amsterdam (1884). Brillant, ebenfalls belgischer Meister von 1890, setzte das pajottenländische Dorf Vollezele auf die Weltkarte. Viele Großbauern aus Vollezele, aber auch aus anderen Gemeinden des Pajottenlandes, folgten dem Beispiel von Remy Vanderschueren, so dass die Zucht von Zugpferden eine wichtige Einnahmequelle darstellte und die Region zum Zentrum der belgischen Zucht wurde. Das belgische Zugpferd wurde zu einem der wichtigsten Exportprodukte in Belgien. Im Jahr 1910 wurden 34.599 Zugpferde nach Kanada, Deutschland, Frankreich, Italien, den Niederlanden, Russland, den Vereinigten Staaten und Schweden exportiert. Der gesamte Handelswert betrug rund 50 Millionen Belgischer Franken (BEF). Für einen Zuchthengst wurden enorme Summen gezahlt. 1930 wurde Espoir de Quaregnon (belgischer Meister 1929) für 1 Million BEF nach Italien exportiert – mit einem aktuellen Wert von 505.000 Euro. Decken war auch nicht billig. Eine Zucht von Avenir d'Herse (belgischer Meister 1925) kostete damals 10.000 BEF.
Brillant war nicht in der Lage, seine Qualitäten an seine Nachkommen weiterzugeben, da nur mittelmäßige Stuten zur Verfügung standen. Jupiter wurde 1889 belgischer Meister und war ein erfolgreicher Deckhengst. Sein Sohn Rêve d'Or wurde 1900 in Paris Weltmeister aller Kategorien und erhielt drei Goldmedaillen. Ein weiterer Sohn von Jupiter war Brin d'Or, der 140 Nachkommen hatte, darunter Indigène du Fosteau. Eine Reihe von Nachkommen dieser Indigène wurden in die Niederlande exportiert. 1924 stammten 15,5 % der Zuchtbuchpferde in den Niederlanden von diesem Hengst und damit auch von Orange I.

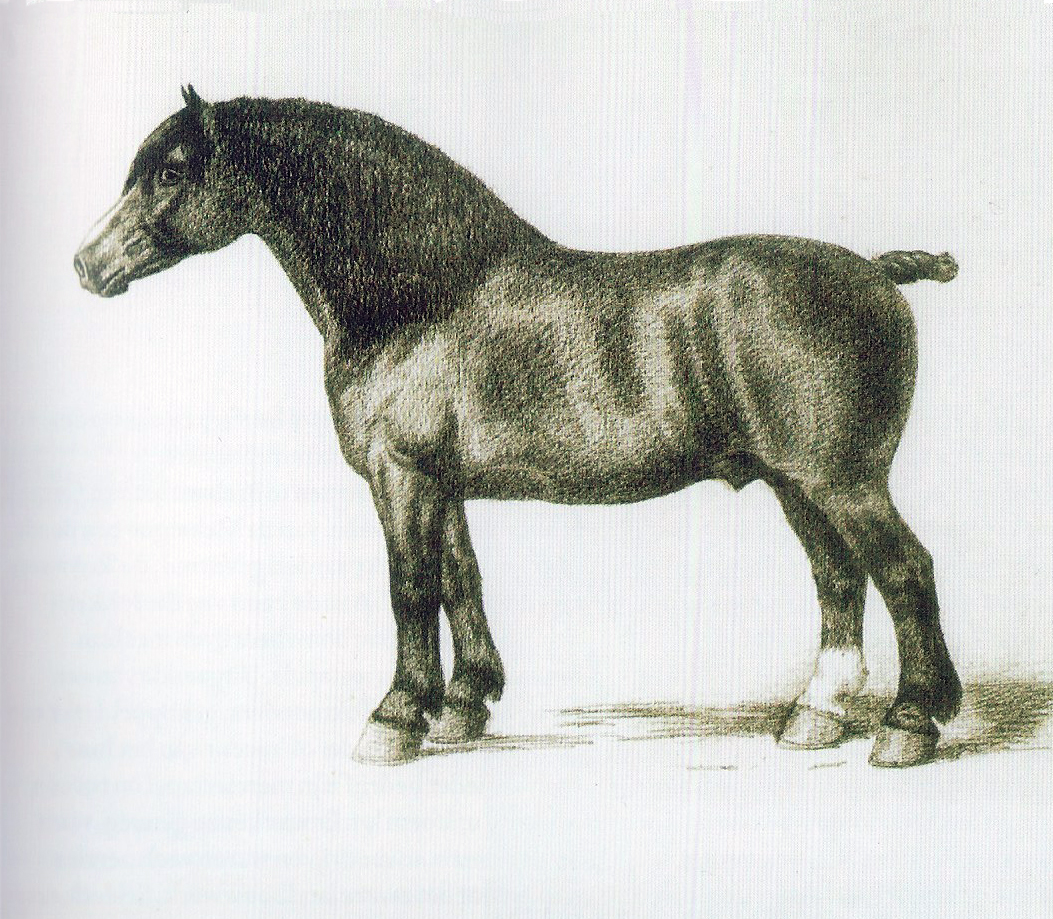
Gugusse-Orange I
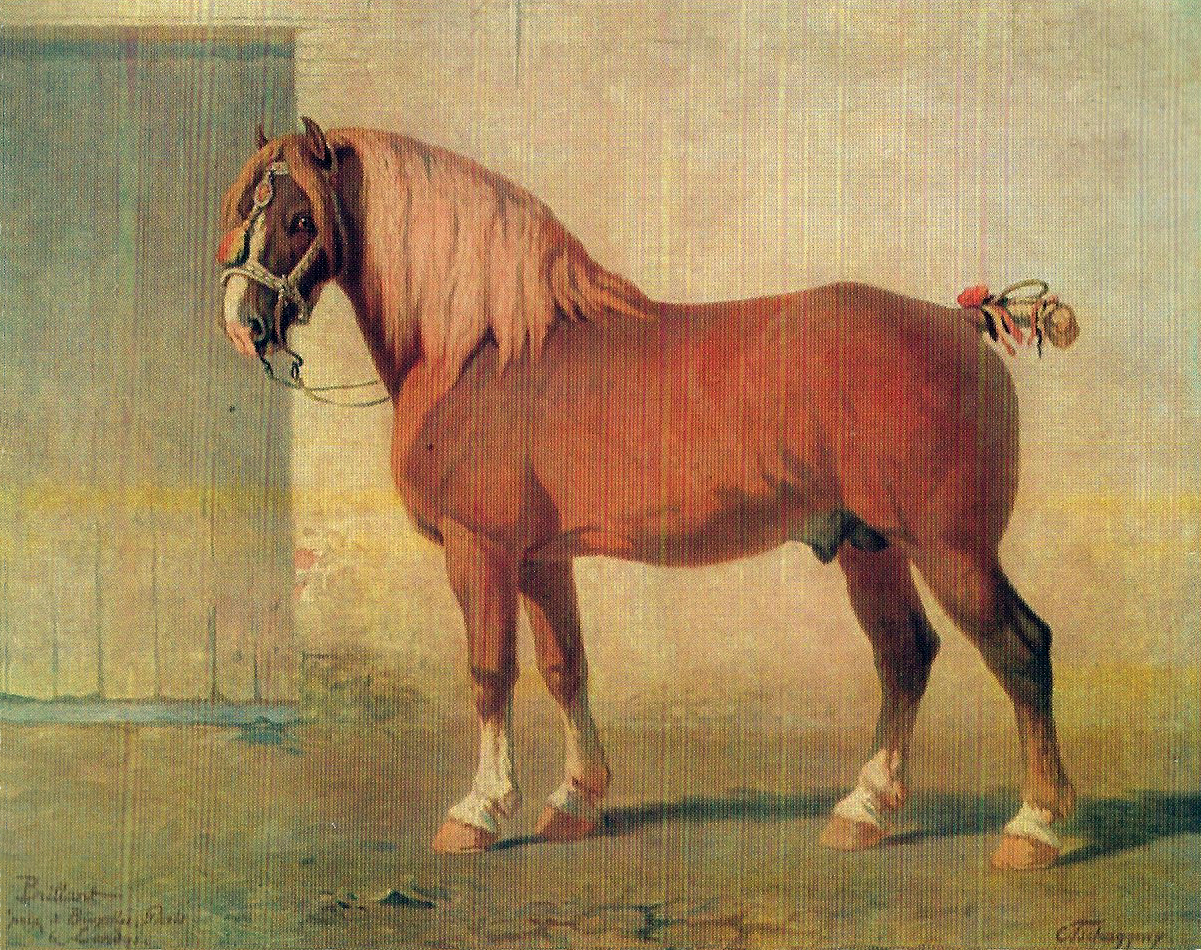
Brillant
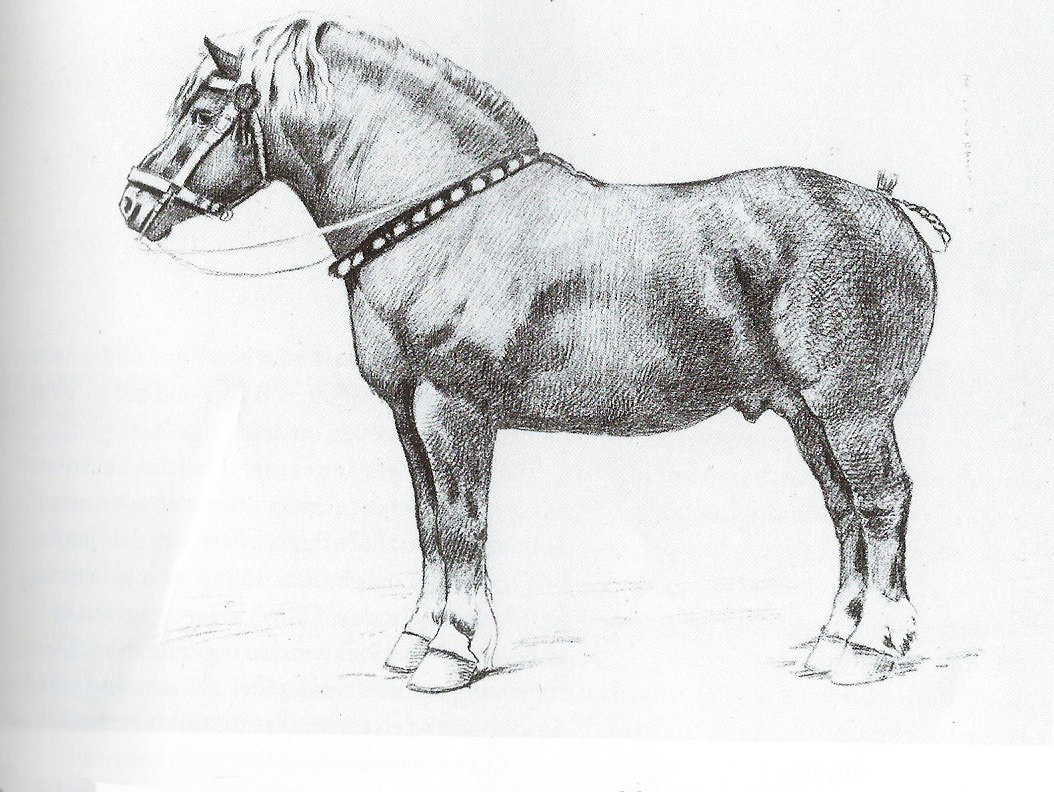
Rêve d'Or

Seit 1887 gibt es in Wabash (Indiana) eine Vereinigung, die ein Zuchtbuch belgischer Zugpferde führt: The Belgian Draft Horse Corporation of America. Die Anzahl der belgischen Zugpferde in den Vereinigten Staaten ist größer als alle anderen Zugpferderassen zusammen. Die American Brabant Organization wurde 1999 in Isanti (im amerikanischen Bundesstaat Minnesota) mit dem Ziel gegründet, das brabantische Zugpferd zu schützen, zu erhalten und zu fördern.

### Nachkommen von Orange I, der belgischer Meister wurde
| - 1889-Jupiter - 1890-Brillant - 1894-Mont d'Or - 1895-Mont d'Or - 1898-Rêve d'Or - 1900-Brin d'Or - 1905-Gambrinus du Fosteau - 1906-Indigène du Fosteau - 1907-Indigène du Fosteau - 1908-Indigène du Fosteau - 1909-Indigène du Fosteau - 1914-Indigène de Wisbecq |

#### Hommage an Orange I und seine Nachkommen

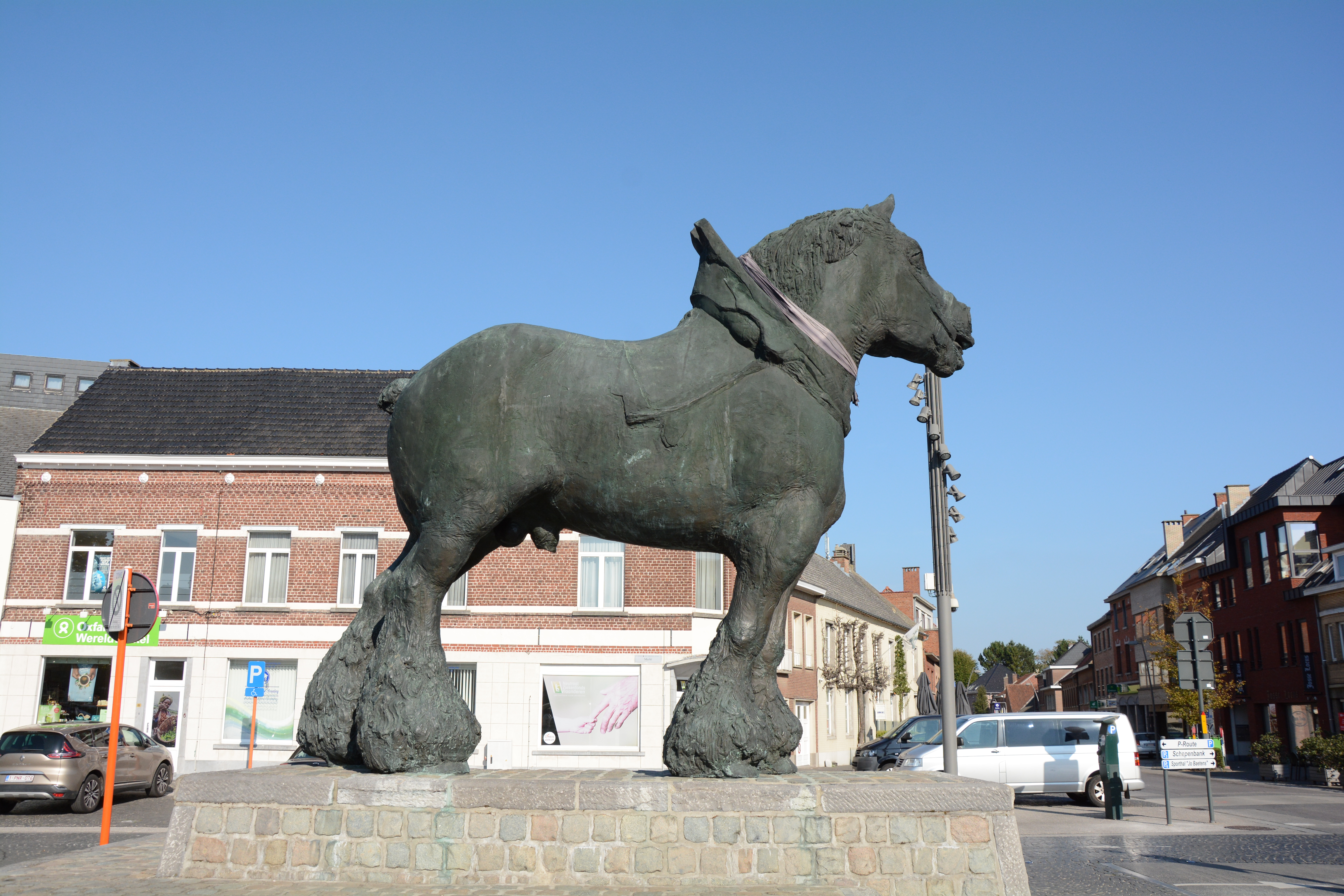
Prinz, Stolz von Brabant in Lennik (Koenraad Tinel)
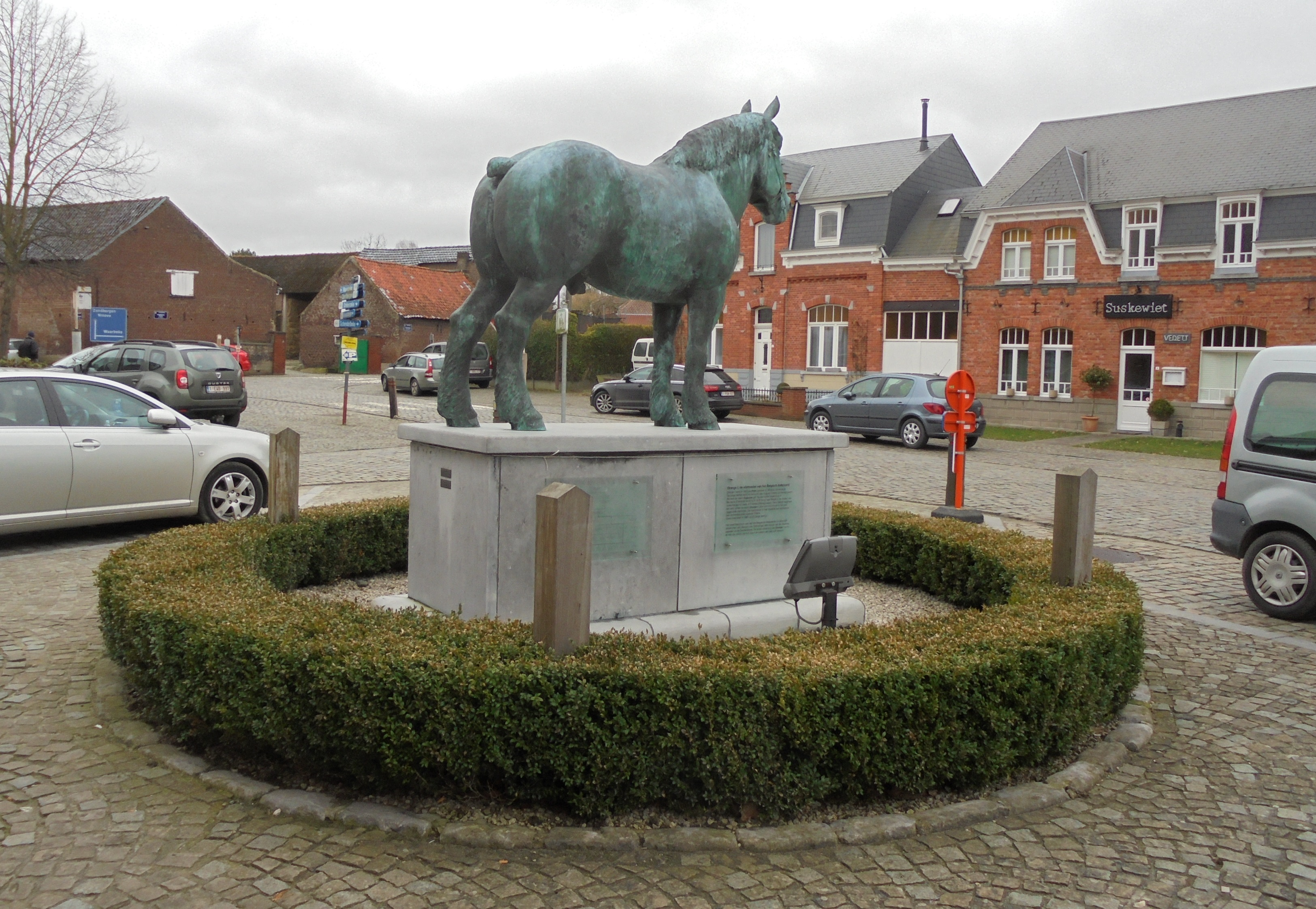
Orange I in Grimminge (Ron Deblaere)
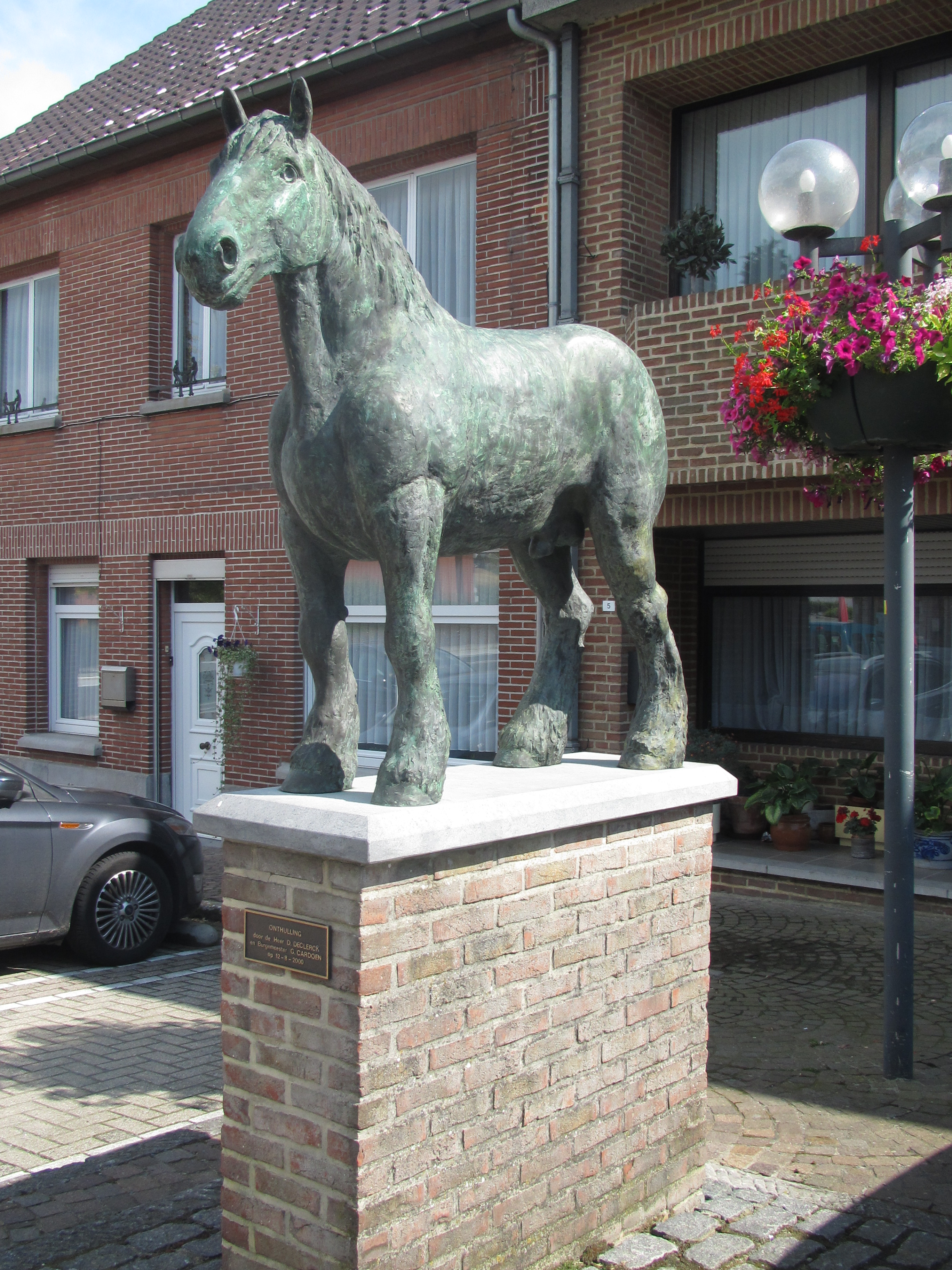
Brillant in Vollezele (Ron Deblaere)
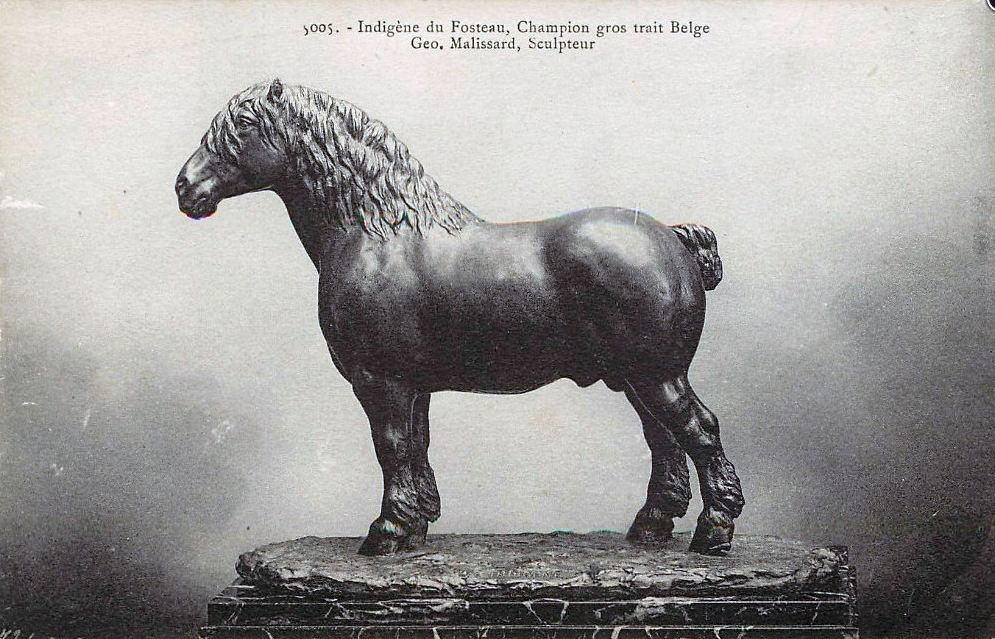
Indigène du Fosteau, (Georges Malissard)
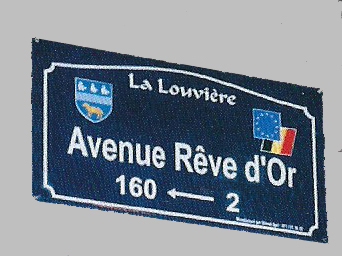
Rêve d'Or, Weltmeister 1900. Straßenschild in La Louvière.